# Esteban Sánchez de Ocaña
Esteban Sánchez de Ocaña y Hernández (Valladolid, 1825-El Sardinero, 1890) fue un médico español.

## Biografía
Nació en Valladolid el 26 de diciembre de 1825. Estudió Filosofía y Medicina en la Universidad de Valladolid. Se hizo en la Universidad Central en 1848 con el grado de licenciado en Medicina y Cirugía y en 1850 con el de doctor académico. En 1852 desempeñó los cargos de ayudante de la Biblioteca en la Facultad de Medicina de la Universidad Central, y el de catedrático sustituto de la asignatura de Enfermedades de los ojos. En 1854, se hizo por oposición con una plaza de profesor clínico vacante en la misma escuela. Unos meses más tarde fue nombrado sustituto permanente de las asignaturas de Medicina legal y Nociones de Toxicología, de Patología Médica y de Oftalmología. En 1857 fue nombrado catedrático en propiedad de la asignatura de Clínica Médica, que impartió en las aulas de San Carlos durante muchos años. El 6 de junio de 1862 recibió en nombramiento, por real orden, de médico forense; y el 13 de julio de 1863 el de subdelegado de Medicina. Fue individuo de número de la Sociedad Española de Higiene y secretario general del Montepío facultativo. Había sido jefe del servicio sanitario de la Compañía de los Ferrocarriles del Norte. En 1870 le eligió académico numerario la Real Academia de Medicina.
Escribió en el Anuario de Medicina y Cirugía Prácticas y tradujo y anotó algunas obras clínicas. Decano de la Facultad de la Real Casa, fue primer médico del rey Alfonso XIII. Se le concedió el 25 de junio de 1886 la gran cruz de Isabel la Católica, además, el año de su muerte, el título de conde de Sánchez de Ocaña, otorgado por la reina regente. Enfermo durante varios meses, decidió marchar a un hotel del Sardinero a mediados de julio de 1890 para buscar alivio, sin embargo falleció el 29 de agosto de 1890 y fue enterrado en Santander. Era tío del pintor Miguel Jadraque y Sánchez de Ocaña.